# Зомбкі (Лодзинське воєводство)
Зомбкі (пол. Ząbki) — село в Польщі, у гміні Дмосін Бжезінського повіту Лодзинського воєводства.
Населення — 68 осіб (2011).
У 1975—1998 роках село належало до Скерневицького воєводства.

## Демографія
Демографічна структура станом на 31 березня 2011 року:
|          | Загалом | Допрацездатний вік | Працездатний вік | Постпрацездатний вік |
| -------- | ------- | ------------------ | ---------------- | -------------------- |
| Чоловіки | 33      | 8                  | 18               | 7                    |
| Жінки    | 35      | 5                  | 18               | 12                   |
| Разом    | 68      | 13                 | 36               | 19                   |